# Ampelisca parapacifica
Ampelisca parapacifica is een vlokreeftensoort uit de familie van de Ampeliscidae. De wetenschappelijke naam van de soort is voor het eerst geldig gepubliceerd in 1984 door Goeke & Heard.